# Aires protégées du Cap-Vert
Cette liste recense les aires protégées du Cap-Vert :

## Réserves naturelles intégrales
- Îlots Raso e Branco
- Îlot de Baluarte (île de Boa Vista)
- Îlot de Curral Velho (île de Boa Vista)
- Îlot dos Pássaros (île de Boa Vista)

## Réserves naturelles
- Île de Santa Luzia
- Monte do Alto das Cabeças (île de São Nicolau)
- Réserve naturelle de Costa da Fragata (île de Sal)
- Réserve naturelle da Ponta Do Sinó (île de Sal)
- Réserve naturelle de Rabo de Junco (île de Sal)
- Réserve naturelle de Serra Negra (île de Sal)
- Réserve naturelle Marinha da Baia da Murdeira (île de Sal)
- Réserve naturelle de Boa Esperança (île de Boa Vista)
- Réserve naturelle do Morro de Areia (île de Boa Vista)
- Réserve naturelle de Ponta do Sol (île de Boa Vista)
- Réserve naturelle da Tartaruga (île de Boa Vista)
- Réserve naturelle de Casas Velhas (île de Maio)
- Réserve naturelle Lagoa de Cimidor (île de Maio)
- Réserve naturelle Praia do Morro (île de Maio)
- Réserve naturelle de Terras Salgadas (île de Maio)

## Parcs naturels
- Moroços (île de Santo Antão)
- Cova/ Ribeira da Torre/ Paúl (île de Santo Antão)
- Tope de Coroa (île de Santo Antão)
- Monte Verde (île de São Vicente)
- Monte Gordo (île de São Nicolau)
- Parque do Norte (île de Boa Vista)
- Rui Vaz e Serra de Pico da Antónia (île de Santiago)
- Serra Malagueta (île de Santiago)

## Paysages protégés
- Cruzinha (île de Santo Antão)
- Monte Grande (île de Sal)
- Buracona - Ragona (île de Sal)
- Salines de Pedra de Lume e Cagarral (île de Sal)
- Salines de Santa Maria (île de Sal)
- Monte Caçador e Pico Forcado (île de Boa Vista)
- Curral Velho (île de Boa Vista)
- Monte Penoso e Monte Branco (île de Maio)
- Monte Santo António (île de Maio)
- Salinas do Porto Inglês (île de Maio)

## Monuments naturels
- Morrinho de Açúcar (île de Sal)
- Morrinho do Filho (île de Sal)
- Monte Estância (île de Boa Vista)
- Monte Santo António (île de Boa Vista)
- Rocha Estância (île de Boa Vista)

## Conventions internationales

### Réserves de biosphère
Le Cap-Vert possède deux réserves de biosphère désignées en 2020 par l'Unesco :
- Réserve de biosphère de Fogo, d'une surface totale de 102 142,03 ha[2] ;
- Réserve de biosphère de Maio, d'une surface totale de 73 972,43 ha[3].

### Sites Ramsar
La convention de Ramsar est entrée en vigueur au Cap-Vert le 18 novembre 2005.
En janvier 2020, le pays compte 4 sites Ramsar, couvrant une superficie de 23 km2.

## Sources
- (pt) Áreas protegidas, Cabo Verde